# Günther Eger
Günther Eger (Tegernsee, 7 settembre 1964) è un bobbista tedesco.

## Biografia
Ai XVI Giochi olimpici invernali (edizione disputatasi nel 1992 a Albertville, Francia) vinse la medaglia di bronzo nel Bob a due con il connazionale Christoph Langen, partecipando per la nazionale tedesca.
Il tempo totalizzato fu di 4:03,63, con differenza minima rispetto all'altra nazionale tedesca e a quella svizzera, prima classificata.